# مارتين روجرز (لاعب كرة قدم)
مارتين روجرز (بالإنجليزية: Martyn Rogers)‏ هو مدرب كرة قدم ولاعب كرة قدم بريطاني، ولد في 7 مارس 1955 في برستل في المملكة المتحدة. لعب مع نادي إكزتر سيتي ونادي بريستول سيتي ونادي ويموث.